# Улица Юхана Сютисте
Улица Ю́хана Сю́тисте, также  Сю́тисте те́э(эст. Juhan Sütiste tee, Sütiste tee) — улица в районе Мустамяэ города Таллина, столицы Эстонии.

## География
Проходит через микрорайон Мустамяэ. Протяжённость — 1687 м. Начинается у пересечения бульвара Сыпрузе с улицей Эхитаяте и заканчивается у перекрёстка бульвара Сыпрузе и улицы Эдуарда Вильде. Пересекается также с улицей Тервизе.

## История
Своё название улица получила 29 марта 1968 года в честь эстонского поэта Юхана Сютисте. Рядом с улицей находится лесопарк Сютисте. 

## Общественный транспорт
По небольшому отрезку улицы (1 остановка) курсирует городской автобус маршрута № 67; по направлению от улицы Тервизе к улице Вильде без остановки проходит автобус маршрута № 61.

## Застройка
Застроена в основном 5-этажными и 9-этажными панельными жилыми домами, возведёнными в 1968—1972 годах (серии 111-121). В 2007 году был построен жилой дом 19А.

## Учреждения и предприятия
- J. Sütiste tee 7 — Детский сад «Аллика»;
- J. Sütiste tee 19 — Мустамяэский корпус Северо-Эстонской региональной больницы;
- J. Sütiste tee 20 — Таллинская Немецкая гимназия;
- J. Sütiste tee 28 — супермаркет Maxima X (бывший ABC-8);
- J. Sütiste tee 42 — Таллинская 53-я средняя школа.

Улица Юхана Сютисте
Дом 6
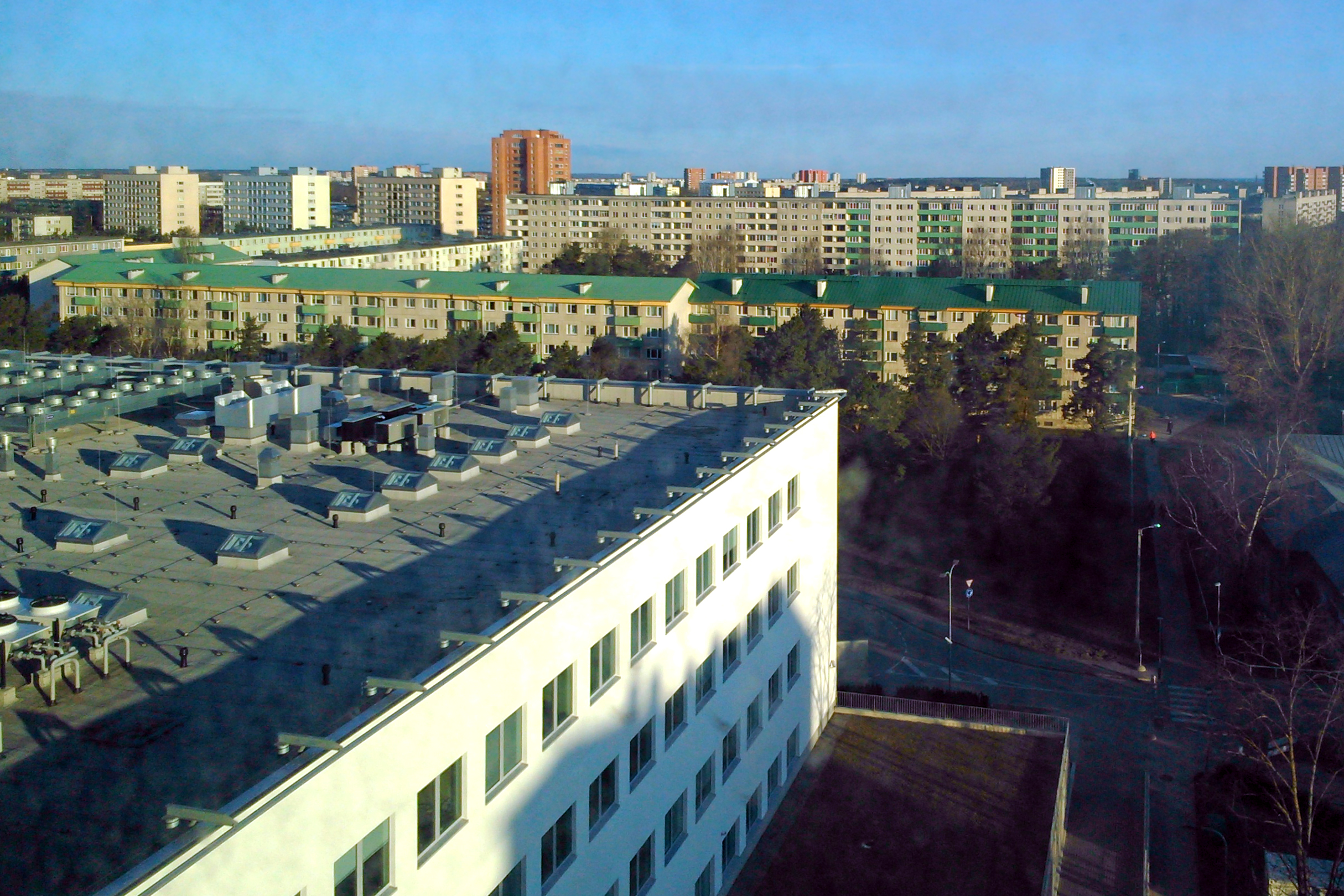
Вид на жилые дома №№ 3, 9, 13, 15 из Мустамяэской больницы (дом 19)
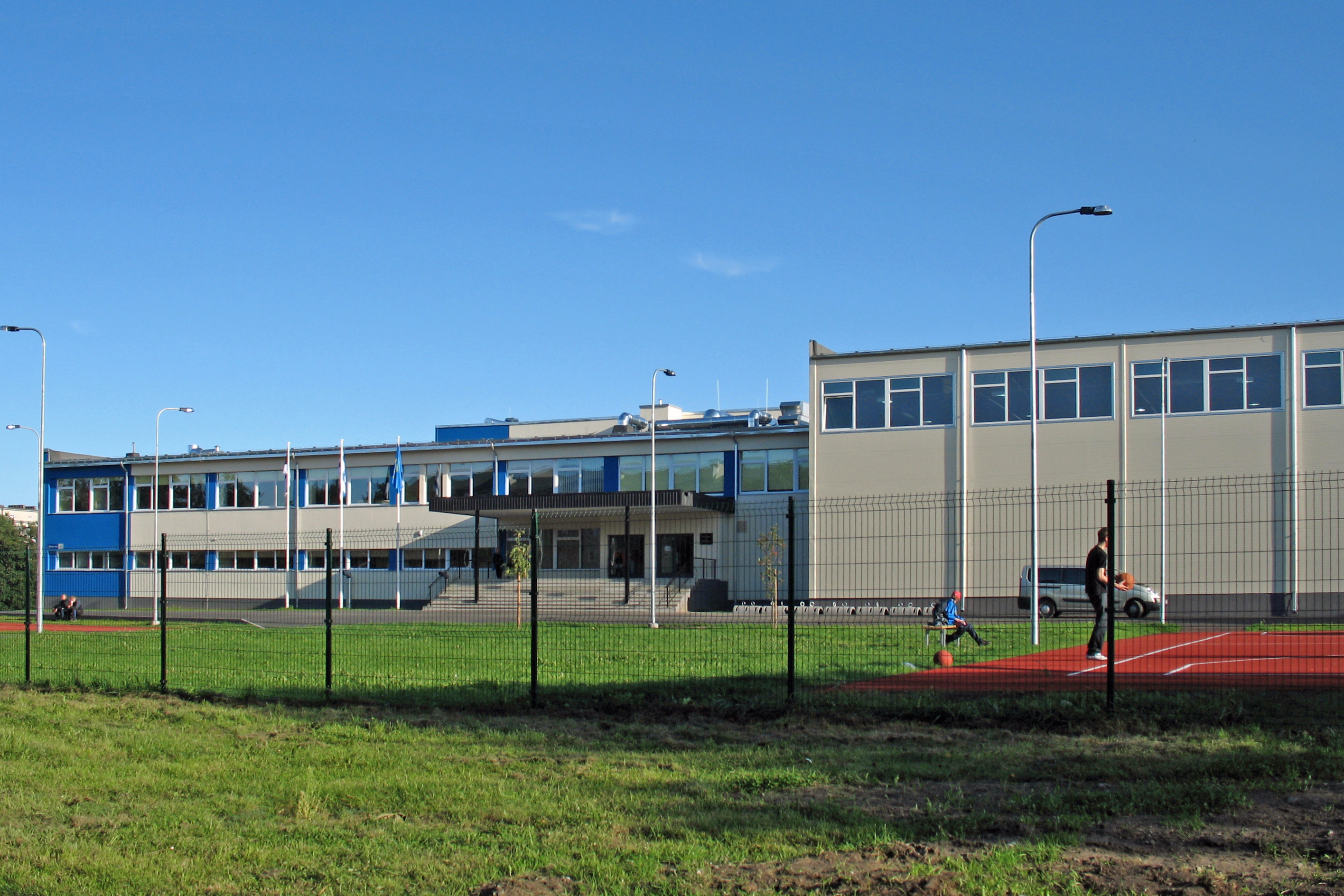
53-я средняя школа
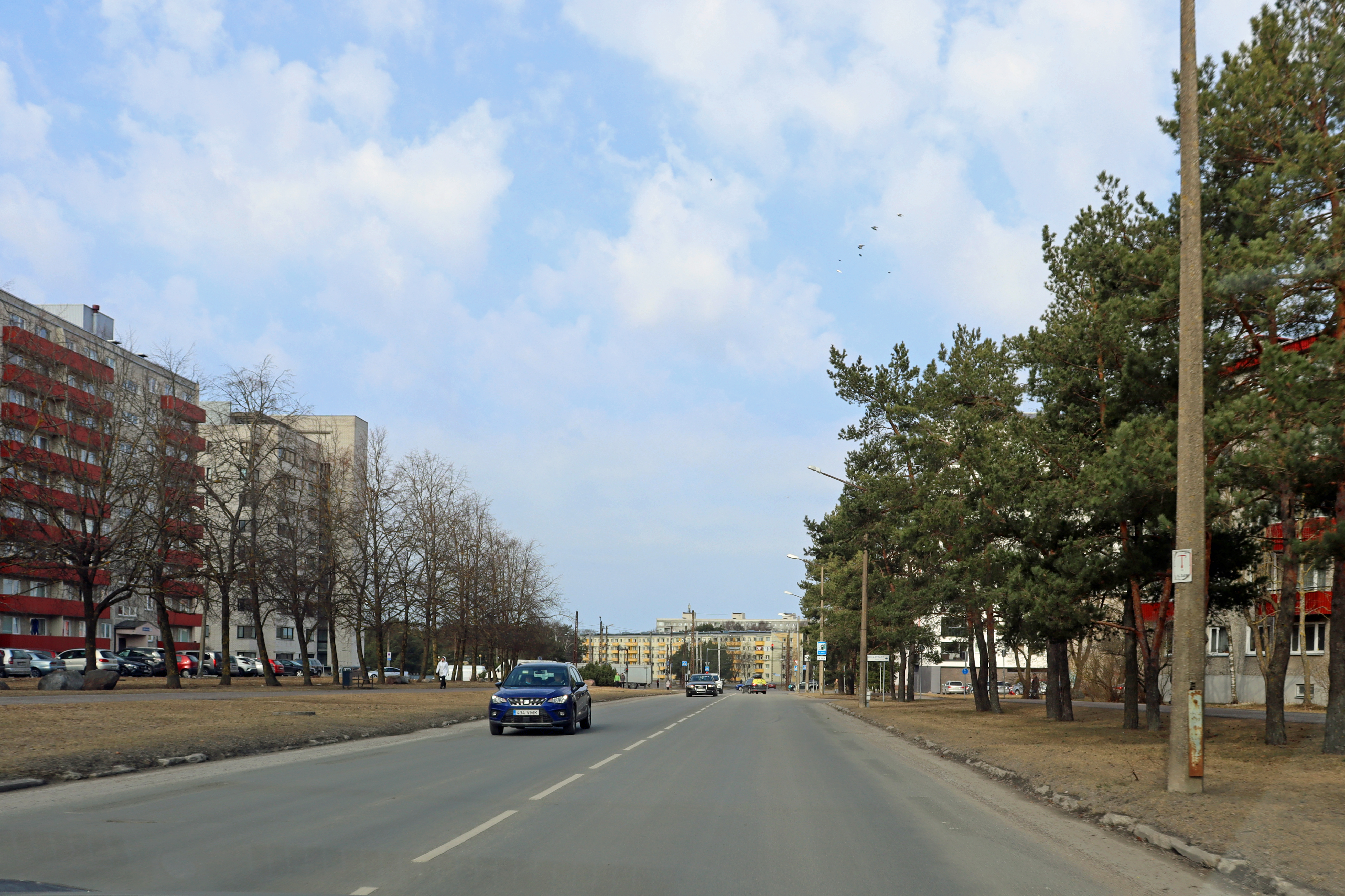
Конечный отрезок улицы